# إيف ليفي
إيف ليفي (بالفرنسية: Yves Lévy)‏ هو عالم مناعة فرنسي، ولد في 1 أغسطس 1957 في الدار البيضاء في المغرب.